# Culinária de Sujuão
A culinária de Sujuão (chinês: 四川菜 ou 川菜) é um dos estilos regionais da cozinha chinesa de origem da Província de Sujuão localizada ao oeste da China que tem conseguido reputação internacional devido a sua característica picante (麻辣), quiçá devido ao seu ingrediente mais famoso a pimenta de Sujuão (ou hua jiao 花椒). Os quatro estilos nos que se divide se separam por sua localização: Chengdu, Chongqing, O Grande Rio (Yangtzé), e o rio Jialing.

## Estilos da culinária Sujuão
O ingrediente comum na cozinha de Sujuão é a pimenta de Sujuão, denominada também Fagara. Trata-se de uma planta indígena cujos frutos despedem uma fragrância, aroma, que recorda às frutas cítricas. A frequente presença de pimentas e o uso de vinagre, alho, gengibre e azeite de gergelim. A ênfase no uso dessas especiarias deve-se ao carácter quente e húmido da zona que precisa de formas sofisticadas de preservação dos alimentos, que incluem os picles (conservas), os salgados, os alimentos secos e a defumação. É muito conhecido o macarrão de chilli (chinês:豆瓣酱} ou doubanjiang.

## Pratos representativos
Alguns dos pratos conhecidos da cozinha de Sujuão incluem o Kung Pao frango e Carne de porco duas vezes cozido. Não obstante, apesar disso outros pratos não têm a reputação de ser muito especiados, ou quase não têm especiaria alguma como o Pato ao té defumado.
- Kung Pao frango xadrez(chinês tradicional: 宮保雞丁,chinês simplificado: 宫保鸡丁,pinyin: gōngbǎou jīdīng)
- Pato defumado, Pato crocante aromático(chinês tradicional: 樟茶鴨,chinês simplificado: 樟茶鸭,pinyin: zhāngchá eā)
- Porco duas vezes cozido (chinês tradicional: 回鍋肉,chinês simplificado: 回锅肉,pinyin: huíguōròu)
- Mapo dofu (chinês: 麻婆豆腐,pinyin: mápó dòufǔ)
- Panela quente (chinês tradicional: 四川火鍋,chinês simplificado: 四川火锅,pinyin: Sìchuān huǒguō)
- Fuqi Feipian (chinês: 夫妻肺片,pinyin: fūqī fèipiàn)
- Frango Chongqing (chinês tradicional: 重庆辣子雞,chinês simplificado: 重庆辣子鸡,pinyin: Chóngqìng làzǐjī)
- "Cozidos na água", ou Pratos Shuizhu (chinês: 水煮,pinyin: shuǐzhǔ)
- Macarrãzinho dan dan e frango bang bang